# Differdange
Differdange (luxemburguès Déifferdeng, alemany Differdingen) és una comuna i vila a l'est de Luxemburg, que forma part del cantó d'Esch-sur-Alzette. És la tercera ciutat més poblada de Luxemburg. Comprèn les viles de Differdange, Lasauvage, Niederkorn i Oberkorn. Limita al nord-oest amb Bascharage, al nord amb Sanem, a l'oest amb Pétange, al sud-oest amb Saulnes, al sud amb Hussigny-Godbrange i al sud-est amb Thil. També hi ha la seu del CEPS/INSTEAD i la sala de concerts Aalt Stadhaus.

## Població
| Nacionalitat   | Població | %      |
| -------------- | -------- | ------ |
| luxemburguesos | 10.439   | 57,45% |
| Forasters      | 7.733    | 42,55% |
| - portuguesos  | 3.969    | 21,84% |
| - francesos    | 662      | 3,64%  |
| - italians     | 1.390    | 7,65%  |
| - belgues      | 282      | 1,55%  |
| - alemanys     | 145      | 0,80%  |
| - iugoslaus    | 751      | 4,13%  |
| - altres       | 534      | 2,94%  |

## Evolució demogràfica
| Any        | Població |
| ---------- | -------- |
| 15/02/2001 | 18.172   |
| 01/01/2002 | 18.300   |
| 01/01/2003 | 18.578   |
| 01/01/2004 | 18.891   |
| 01/01/2005 | 19.005   |

## Economia
Ciutat industrial, Differdange s'ha desenvolupat ràpidament de la mateixa manera que la indústria siderúrgica a Luxemburg. El seu territori limita amb França a Saulnes, a la conca de Longwy.
Differdange és membre de l'Associació Transfronterera del Pol Europeu de Desenvolupament que reagrupa 23 municipis de Lorena, de Bèlgica i del Gran Ducat, una aglomeració transfronterera de 120.271 habitants.

## Burgmestres
- 1906-1912: Jean Conzemius
- 1912-1935: Émile Mark
- 1935-1938: Jean-Baptiste Scharlé
- 1938-1963: Pierre Gansen
- 1964-1968: Jean Gallion
- 1969-1979: Joseph Haupert
- 1979-1993: Nicolas Eickmann
- 1994-2001: Marcel Blau
- 2002-2013: Claude Meisch

## Agermanaments
- Ahlen
- Chaves
- Fiuminata
- Longwy
- Waterloo